# Дифузиони капацитет плућа за угљен-моноксид
Дифузиони капацитет плућа за угљен-моноксид (ДКУМ), такође познат и као трансфер фактор за угљен-моноксид (ТФУМ), један је од клинички највреднијих тестова у пулмологији за дијагностику плућне функције. ДКУМ се одређује  количина угљен-моноксида која у току једне минуте дифундује кроз алвеолокапиларну мембрану при разлици парцијалних притисака овог гаса са обе стране мембране од 1 кПа.  Односно мери способност плућа да пренесу гас из удахнутог ваздуха до црвених крвних зрнаца у плућним капиларама.
Тест је практичан и лак за извођење за пацијента, и тражи само десет секунди задржавања даха током ДКУМ маневара,. То је за већину пацијената мноого лакше него да изведу присилни издисај потребан за спирометрију.

## Историја и стандардизација
Техника за  ДКУМ која је први пут описана пре више од 100 година  примењена је у клиничким окружењима тек много деценија касније.
Стандарде за инструменте, перформансе ДКУМ теста и израчунавање резултата које је првобитно је објавило Америчко торакално друштво 1987. године, ажурирани су од стране Америчког торакалног друштва и Европског респираторног друштва 2005. и 2017. године.

## Опште информације
Размена респираторних гасова у плућима зависи од:
- вентилације,
- дистрибуције,
- циркулације,
- дифузије молекула кисеоника и угљен-диоксида кроз алвеокапиларну мембрану.

При мирном дисању удахнути ваздух долази до алеволарних дуктуса, у којима је кретање ваздуха све спорије и постепено прелази у процес дифузије, којом крв преузима кисеоник док путује кроз оближње крвне судове ( капиларе).  Потом крв испоручује кисеоник у ткива да би га она користила за енергију. 
Међу бројне факторе који одређују колико добро кисеоник прелази из плућа у крв (дифузију), спадају:
- укупна површина алвеоларне мембране,
- количина крви у алвеоларним капиларима.
- концентрација хемоглобина (протеина који преноси кисеоник) у крви,
- дебљина алвеоларне мембране између алвеола и капилара,
- вишак течности у алвеолама.

## Индикације
ДКУМ тест се може се користити да:
- утврди узрок одређених симптома као што су кратак дах, кашаљ или пискање у грудном кошу.
- процени ниво  оштећење плућа.
- утврде одређене плућне болести.
- процени колико добро плућа раде пре операције или на почетку напорног програма вежбања.
- схвати како основна болест утиче на функцију плућа.
- да информације о томе колико добро лечење функционише.
- помогне у праћењу да ли се постојеће стање побољшава или погоршава.

## Метода
Тест дифузионог капацитет плућа за угљен-моноксид мери количину кисеоника која прелази из плућа у крв током удисања, а заснована је на употреби угљен-моноксида.
Током теста док испитаник удишете гас који садржи малу количину угљен-моноксида, мери се колико угљен-моноксида прелази из плућа у крв, или „капацитет дифузије за угљен моноксид“ 
| Налаз             | % у односу на предвиђену вредност | Карактеристике испитаника, болести и стања |
| ----------------- | --------------------------------- | --- |
| Нормалан ДКУМ     | Између 75% и 140%                 | Нормални резултати теста зависе од следећих карактеристика испитаника: сттарост, пол, висина, ниво хемоглобина (протеина у црвеним крвним зрнцима који преноси кисеоник). |
| Благо смањен ДКУМ | Између 60% и 75%                  | Емфизем, саркоидоза и друге интерстицијалне болести плућа, болести плућних крвних судова (митрална стеноза, кардиомиопатија, плућни едем), код болести левог срца са стазом у плућима (митрална стеноза, кардиомиопатије, плућни едем), пушење дувана, цистична фиброза плућа, хронична опструктивна плућна, аутоимуни поремећаји као што су мешана болест везивног ткива, склеродерма и лупус. |
| Јако смањен ДКУМ  | Мање од 40%                       | Стања у којима плућа не омогућавају довоаљно ефикасно дифузију кисеоник из ваздуха у крв су: крварења у плућима, код интаркардијалних лево десних шантова (дефект атријалне и вентрикуларне преграде), полицитемије, гојазности, астме, вежбања пре теста, велике надморске висине, срчана инсуфицијенција.                                                                                     |

## Нежењена дејства
Компликације током теста су минималне, јер кличина употребљеног угљен-моноксида је веома мала и није довољна да изазовеповреде. Евентуално се  нежељена дејства могу  испољити у виду вртоглавице.